# Associatie van gewone viltmuts
De associatie van gewone viltmuts (Pogonatetum aloidis) is een associatie uit het viltmuts-verbond (Pogonation). 

## Naamgeving en codering
| Pogonato urnigeri-Atrichetum undulati Von Krusenstjerna 1945 |

- Syntaxoncode voor Nederland (rVvN): r60Ab02

De wetenschappelijke naam Pogonatetum aloidis is afgeleid van de botanische naam van gewone viltmuts (Pogonatum aloides) die als kensoort voor de associatie geldt.

## Fysiognomie
De vegetatiestructuur wordt gevormd door een dominante moslaag waarin matten- en zodenvormende topkapselmossen sterk op de voorgrond treden. Korstmossen spelen een bescheiden rol en de vegetatie; het zijn vaak alleen Lepraria-soorten die vertegenwoordigd zijn. Doorgaans treedt de associatie van gewone viltmuts lintvormig in het landschap op. In iets mindere mate kan het ook puntvormig ontwikkeld zijn.

## Ecologie
De associatie van gewone viltmuts is een pioniergemeenschap die zich vooral ontwikkelt op steilkanten van leem of löss. De associatie heeft een hoge schaduwtolerantie.

## Vegetatiezonering
In de vegetatiezonering komt de associatie van gewone viltmuts voor als microgemeenschap in en bij bossen van de klasse van eiken- en beukenbossen op voedselarme grond. Relatief vaak worden contactgemeenschappen gevormd met vegetatie van klasse van gladde witbol en havikskruiden. Soms staat de associatie ook in contact met vegetatie van de struikheide-orde, de dophei-orde en het verbond van heischrale graslanden.

## Verspreiding
In Nederland is de associatie van gewone viltmuts zeldzaam. Het is beperkt tot de hogere zandgronden en Zuid-Limburg.

## Diagnostische taxa
In de onderstaande synoptische tabel staan de belangrijkste diagnostische taxa van de associatie van gewone viltmuts voor Nederland en Vlaanderen.
Moslaag
| Diagnostiek       | Triviale naam      | Botanische naam        |
| ----------------- | ------------------ | ---------------------- |
| associatiekentaxa | gewone viltmuts    | Pogonatum aloides      |
| verbondskentaxa   | kleine viltmuts    | Pogonatum nanum        |
| klassekentaxa     | gewoon pluisjesmos | Dicranella heteromalla |
| klassekentaxa     | nerflevermos       | Diplophyllum albicans  |
| begeleidende taxa | groot rimpelmos    | Atrichum undulatum     |

## Fotogalerij

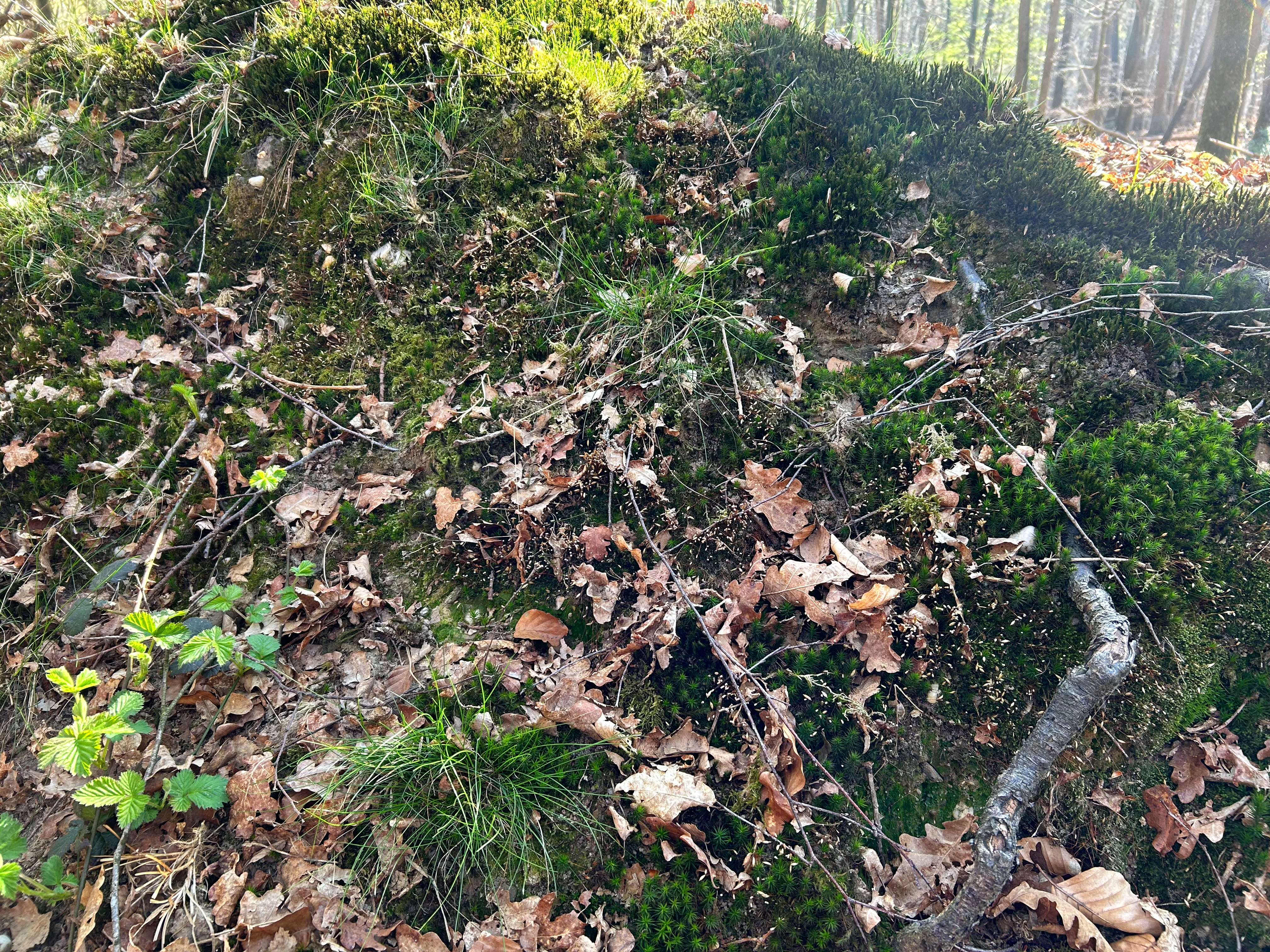
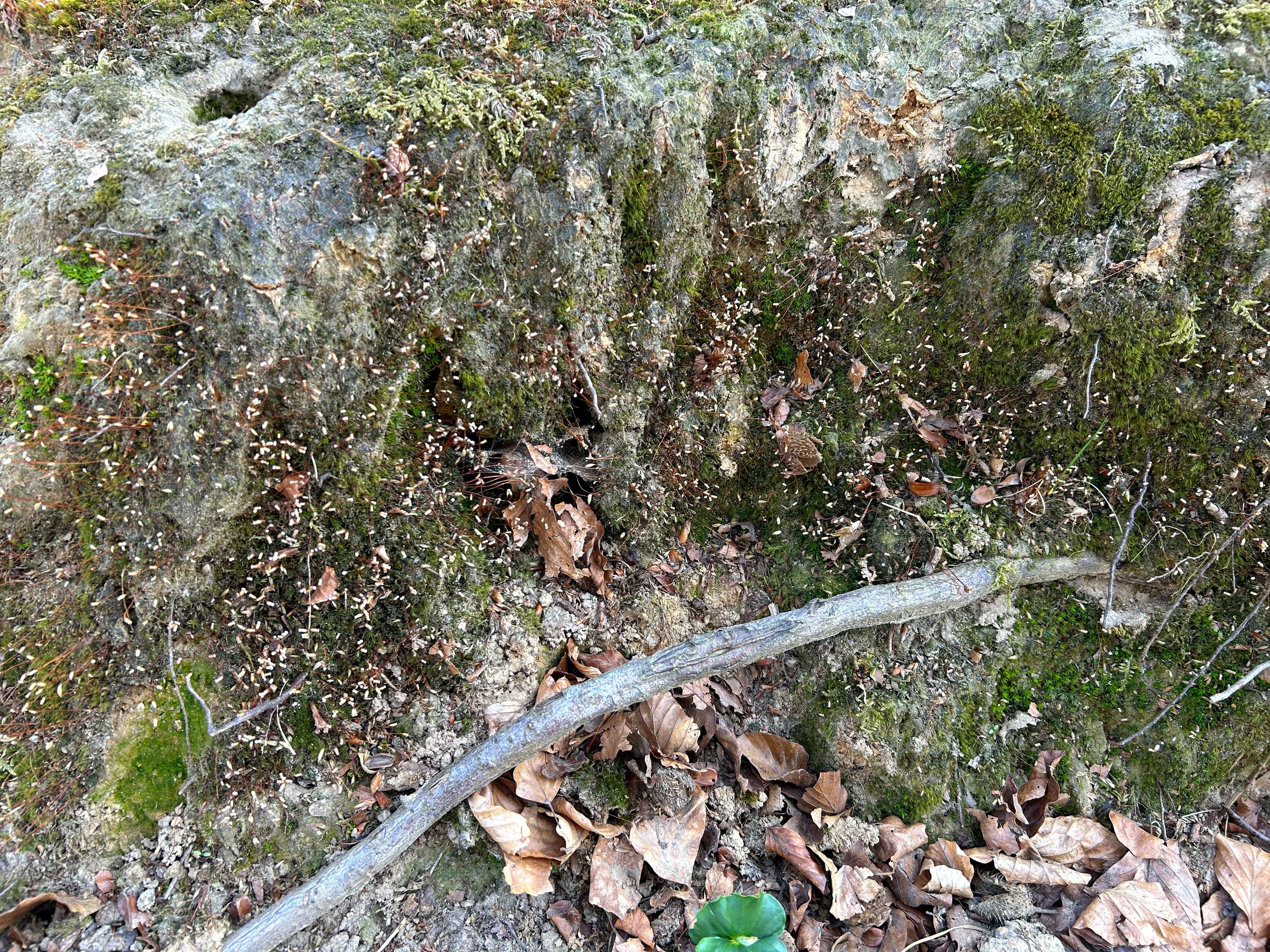
De associatie op een kleine steilkant, hier met uitbundige kapseling van gewone viltmuts.
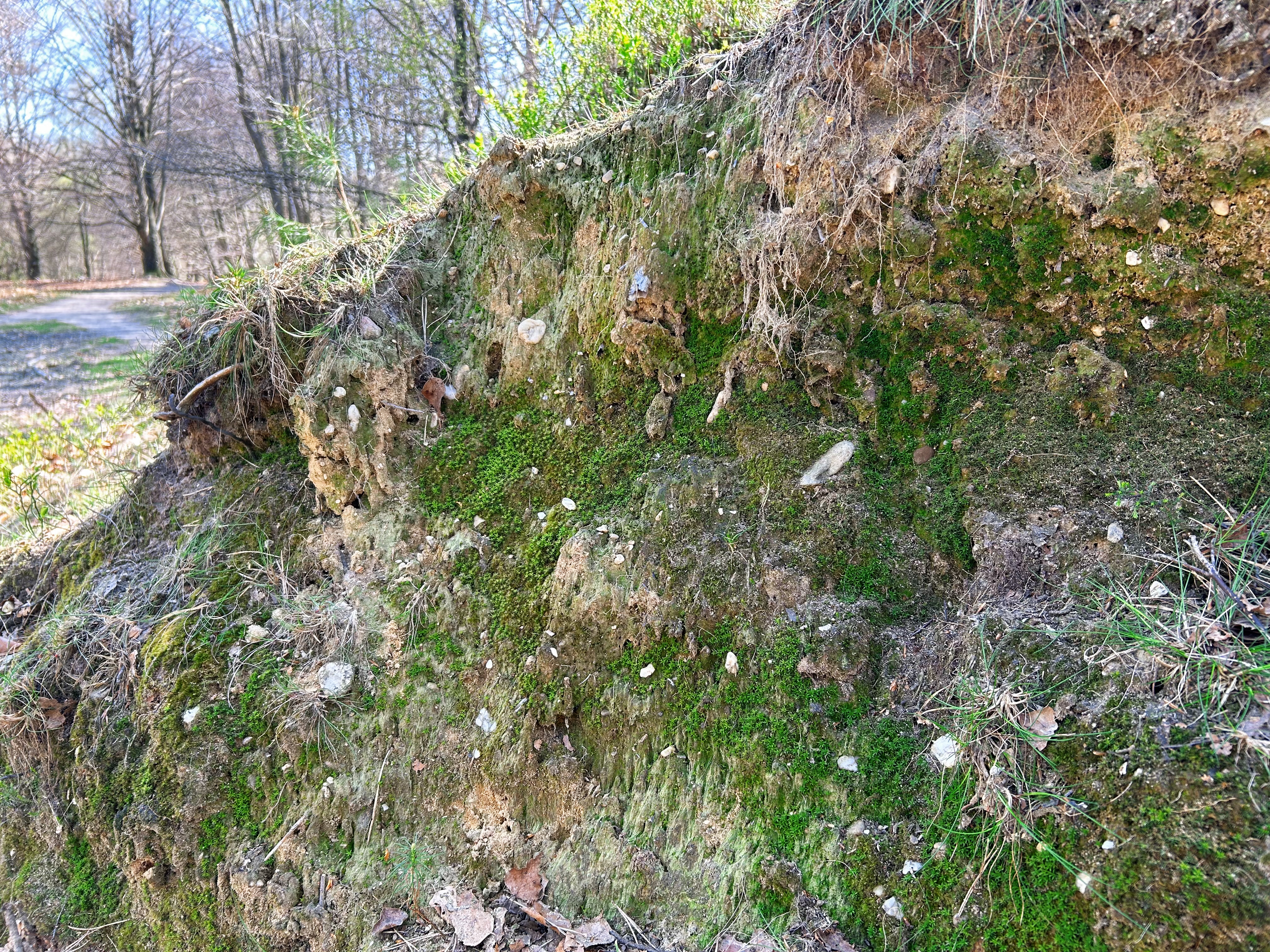
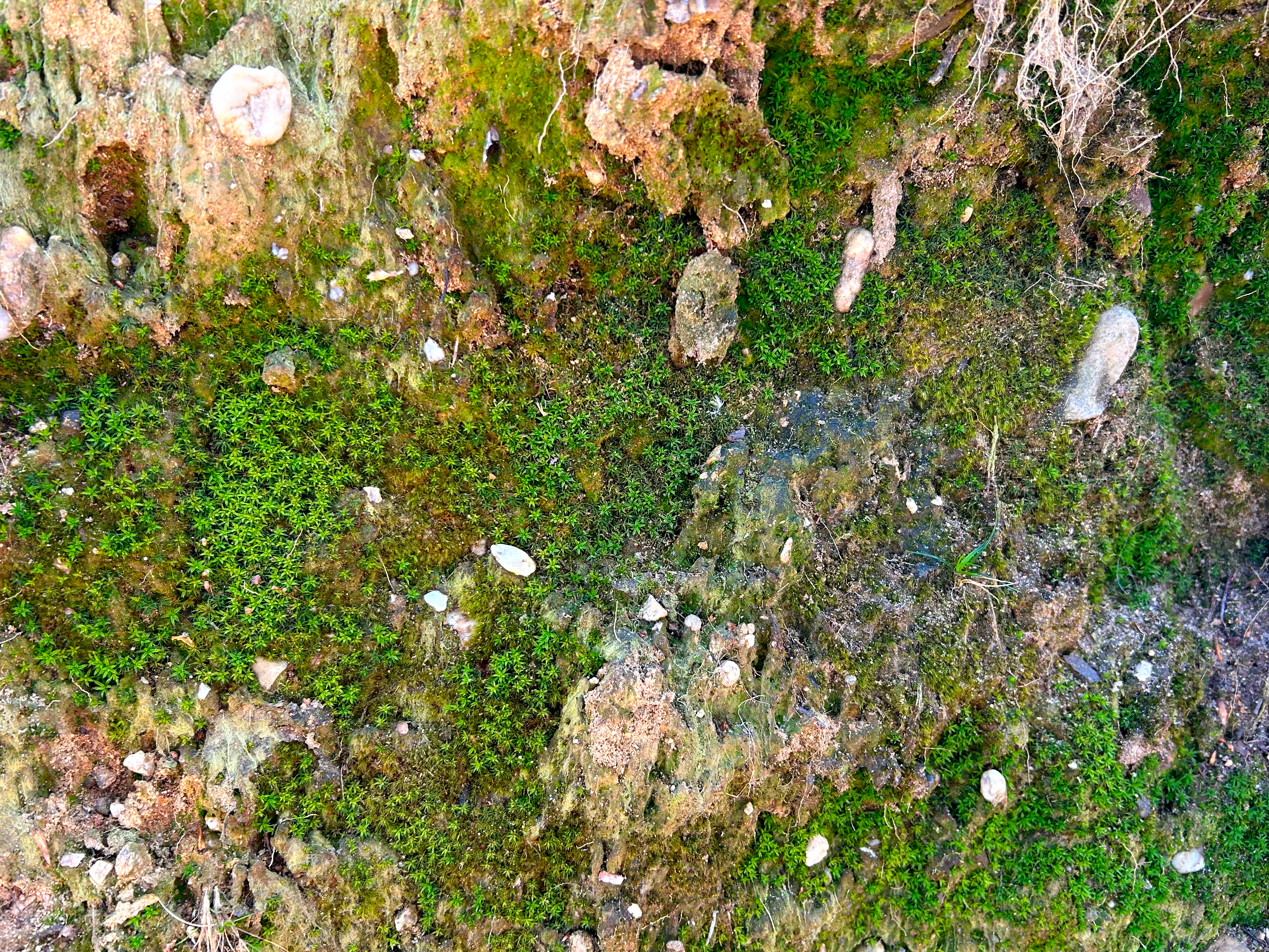
Close-up met gewone viltmuts, gewoon pluisjesmos en ook af en toe groot rimpelmos.